# Clark Aldrich
Clark Aldrich es un autor estadounidense cuya trayectoria se centra, principalmente, en las simulaciones educativos y los juegos serios para el fomento de la educación y de las habilidades profesionales. 
Creador- diseñador de numerosas simulaciones educativas de entre las que destacaremos SimuLean que fue premiada como el mejor producto de capacitación en línea del año 2004.
En su investigación comenzada en el año 1997, Clarck Aldrich describió el fracaso de los enfoques de la educación formal en relación con la enseñanza de liderazgo, innovación y otras habilidad para abogar por las experiencias interactivas utilizando, para ello, técnicas de los juegos de ordenador para llenar aquellos huecos. Según su idea, los juegos de ordenador representaban nuevos modelos “poslineales” que permitían capturar y representar diverso contenido, pero con la idea de que había que crear nuevos géneros de juegos que permitieran, de igual manera, el aprendizaje y el entretenimiento. Dicha investigación dio lugar a numerosos trabajos bibliográficos a nivel de artículos, libros y discursos relacionados con ello.

## Educación y carrera
Clark Aldrich creció en Concord, Massachusetts. Se graduó en Fenn School (1978-1982) y poco después en la Lawrence Academy (1982- 1985). Durante este tiempo pasó los veranos en la Chewonki Foundation (1977-1980) bajo la tutorización del Director Tim Ellis. En 1989 recibió su licenciatura en Ciencia Cognitiva- Inteligencia artificial de la Universidad de Brown en el año 1989.
De manera profesional, Aldrich comenzó su carrera en Xerox como escritor de discursos donde acabó siendo considerado para el Comité Conjunto de Tecnología Educativa en donde estuvo en activo desde el año 1996 al año 2000.  Poco después se trasladó a Gartner donde inició su investigación sobre e-learning donde inició la escritura formal y el análisis sobre la educación, eje vertebrador de su trayectoria. Trascurridos los años, comenzó a trabajar de manera personal en el diseño y construcción de simuladores llegando a fundar la empresa SimuLearn, la cual se encarga de la creación de simulaciones que ayudan a las empresas a proceso de enseñanza de habilidades como el liderazgo y la responsabilidad.

## Trayectoria profesional[1]
- 2001- actualidad (2017): Clark Aldrich Designs como socio director.
- 2006- 2009: autor de The Complete Guide to Simulations and Serious Games
- 2008- 2009: autor de Learning Online with Games, Simulations, and Virtual Worlds.
- 2004: autor de Learning By Doing: The Essential Guide to Simulations, Computer Games and Pedagogy.
- 2001- 2003: simuLearn como Diseñador encargado.
- 2003: autor de Simulations and The Futura of Learning.
- 1997-2000: Gartner como Director de investigación y líder del tema central.

## Libros
- Aldrich, Clark (2011). Unschooling Rules: 55 Ways to Unlearn What We Know About Schools and Rediscover Education. Greenleaf Book Group.
- Aldrich, Clark (2009). Learning Online with Games, Simulations and Virtual Worlds: Strategies for Online Instruction. San Diego: Pfeiffer.
- Aldrich, Clark (2009). The Complete Guide to Simulations and Serious Games. San Diego: Pfeiffer.
- Gibson, David V; Aldrich, Clark; Prensky, Marc (2006). Games And Simulations in Online Learning: Research and Development Frameworks.
- Aldrich, Clark (2005).Learning by Doing: A Comprehensive Guuide to Simulations Computer Games and Pedagogy in e-learning and Other Educational Experiences. San Diego: Pfeiffer.
- Aldrich, Clark (2004). Simulations and the Futura of Learning. San Diego: Pfeiffer.